# Incipit

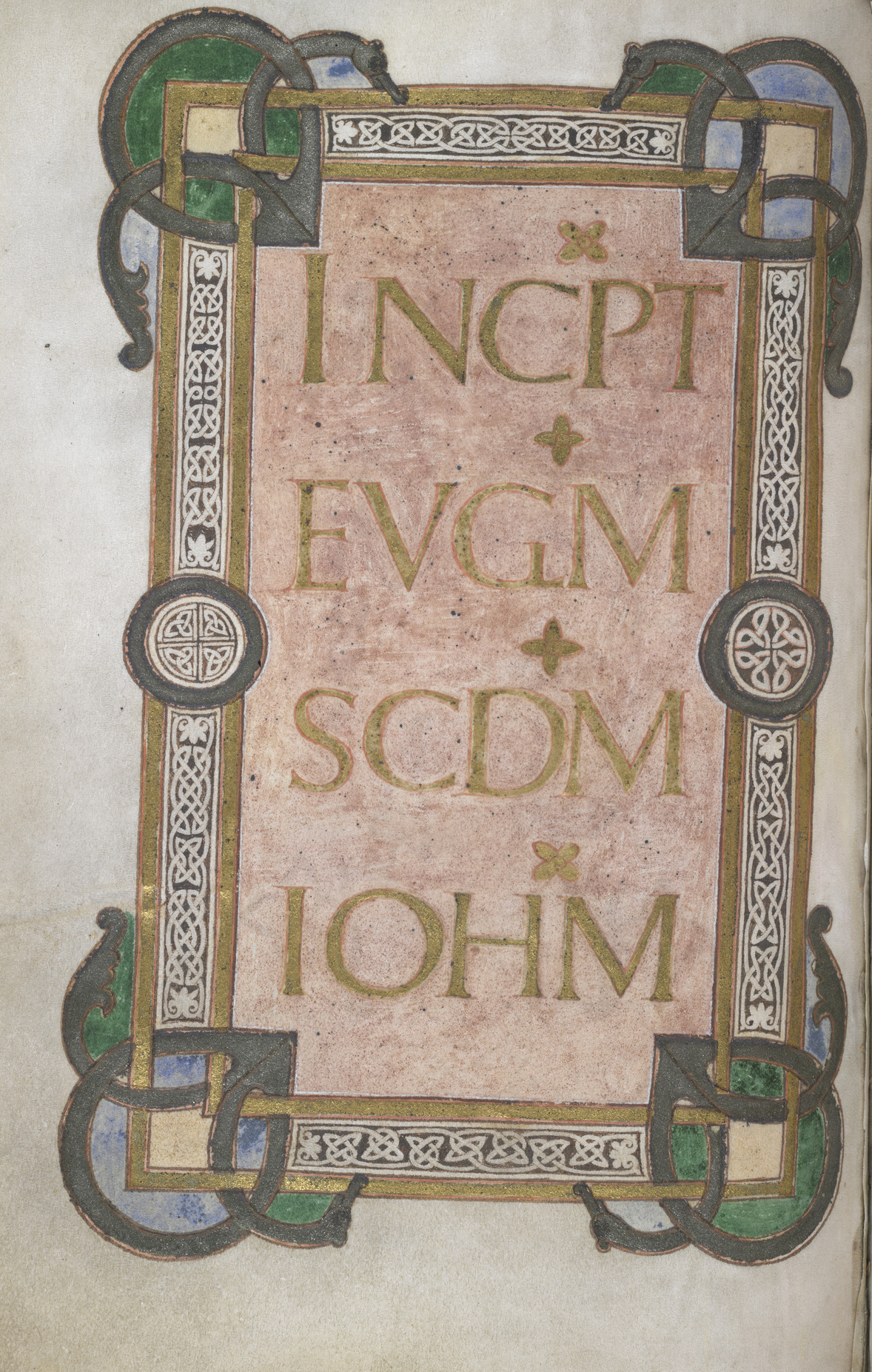
Page d'un évangéliaire du IXe siècle : « INC[i]P[i]T EV[an]G[eliu]M S[e]C[un]D[u]M IOH[anne]M » (L'Évangile selon Jean commence) ; British Library, f.62v - BL Egerton MS 768.

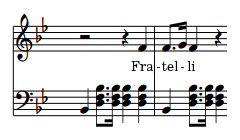
Incipit de l'hymne italien ll canto degl'Italiani (« Le Chant des Italiens ») connu sous son incipit Fratelli d'Italia, (« Frères d'Italie ») ou Inno di Mameli (« Hymne de Mameli ») de G. Mameli et M. Novaro, 1847, reconnu officiellement en 2017.

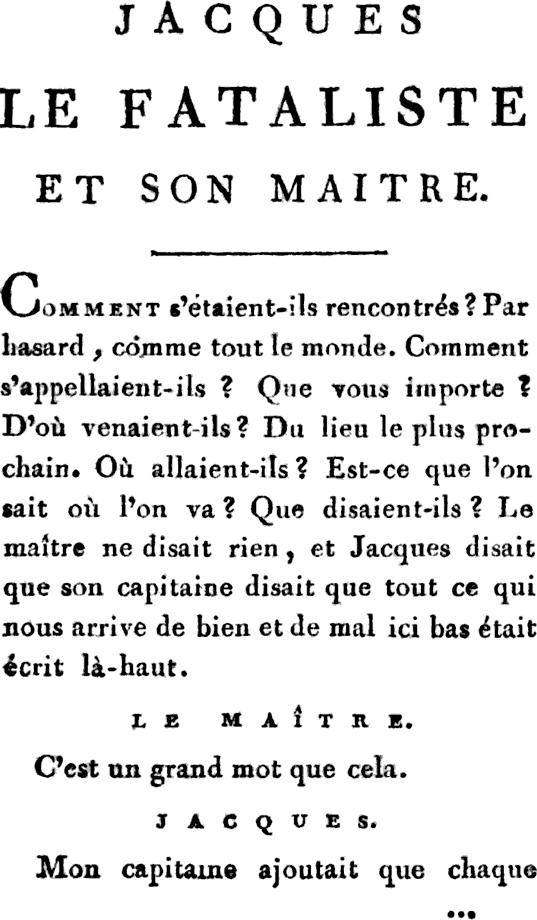
Incipit de Jacques le Fataliste et son maître.

Le nom incipit (du verbe latin incipere : « commencer », et prononcé /ɛ̃.si.pit/ ou /iŋ.ki.pit/) désigne les premiers mots d'une œuvre musicale chantée ou d'un texte littéraire (dans ce dernier cas, la notion d’incipit peut s'étendre aux premiers paragraphes)[réf. nécessaire] ; il s'agit du début d'un texte, qui peut être religieux ou non, chanté ou non. Il peut notamment servir à identifier par ses premiers mots ou son premier vers un poème qui n'a pas de titre. 
Le terme est utilisé en musique pour désigner les premières notes (le premier membre de phrase, appelé aussi intonation) d'un texte liturgique chanté. Dans le cadre religieux de l'Église catholique ces textes chantés portent souvent en titre le premier mot de leur incipit : on parle d'un Gloria, d'un Sanctus, du dimanche Lætare, etc.
Ce terme, d'origine liturgique chrétienne, devient didactique lorsqu'il est employé en analyse littéraire. L'incipit d'une œuvre romanesque constitue un enjeu majeur du pacte de lecture : il a pour fonction de programmer la suite du texte, en définissant le genre, le point de vue adopté par le narrateur, les personnages, etc., mais surtout, il doit donner envie de lire la suite. 
Les bulles pontificales, les encycliques et les exhortations apostoliques, écrites en général en latin, sont nommées d'après leur incipit, par exemple Pacem in Terris (« Paix sur la terre », 1963) ou Evangelii gaudium (« La joie de l'Évangile », 2013). D'autres langues sont aussi utilisées exceptionnellement. C'est le cas de Mit brennender Sorge (« Avec une brûlante inquiétude », 1937), en allemand, dans laquelle le pape Pie XI condamne le nazisme.
L'antonyme d'incipit est un autre mot latin : explicit (ou excipit), qui désigne les derniers mots d'un texte.

## Étymologie
Le mot incipit est la substantivation – attestée à partir de 1840 – de la troisième personne du présent de l'indicatif du verbe latin incipio, is, ere, « commencer », ; cette forme incipit abrège elle-même la formule « Hoc incipit liber » (« Par ceci commence le livre »), ou simplement « Incipit liber », que l'on trouve au début de nombreux manuscrits médiévaux. Il est soit invariable, ou variable (des incipits).

### Prononciation
Dans le milieu scolaire français actuel, lorsque le terme est utilisé en littérature, la prononciation latine dite « restituée » /iŋ.ki.pit/ est assez fréquemment employée. Néanmoins, cet usage n'est pas prescrit par les dictionnaires : le Trésor de la langue française du Centre national de ressources textuelles et lexicales ou Le Robert  ne proposent que la prononciation  /ɛ̃.si.pit/. C'est donc la prononciation gallicane du latin, « à la française », que retiennent ces ouvrages de référence. Cette prononciation francisée fait cependant entendre le  t final : il ne s'agit pas d'une assimilation complète mais d'un héritage du gallicanisme. Cette prononciation gallicane relève de l'adaptation d'usage, au français, d'un mot qui reste étranger, selon la pratique courante de la langue française (contrairement à ce qui se pratique en anglais ou en allemand, où, dans une démarche inverse, on tend à conserver la prononciation d'origine des mots étrangers).
De même, lorsqu'il s'agit d'un incipit placé au début d'une partition, c'est cette prononciation gallicane (/ɛ̃.si.pit/) qui est spontanément retenue.

## Incipit en musique

### Musique vocale
Dans le domaine musical, un grand nombre d'œuvres polyphoniques d'inspiration religieuse débutent par un incipit grégorien, cela depuis les polyphonies médiévales primitives jusqu'à nos jours (cf. par exemple les Vêpres de la Vierge, pour chœur mixte, soprano solo et ensemble instrumental, du compositeur québécois Gilles Tremblay, créées à l'Abbaye de Sylvanès en 1986).
- Un exemple célèbre est l'antienne  qui ouvre les Vêpres à la Vierge de Claudio Monteverdi (créées à la basilique Saint-Marc de Venise, en 1610).

Dès l'invitatoire (Deus in adjutorium meum intende : « Dieu, viens à mon aide »), entonnée en plain-chant par une voix seule, et le répons qui suit (Domine ad adjuvandum me festina : « Seigneur, hâte-toi de me secourir »), chanté par un chœur mixte à 6 voix, on perçoit que l'œuvre, qui présentera des moments d'intense recueillement ou d'exubérance, ne fait pas la différence entre esprit profane et religieux (ce qui cause une réelle difficulté d'interprétation). Sans que Monteverdi ait rien changé au motif musical d'origine, on comprend immédiatement qu'il a voulu mêler, dans la phrase d'intonation, l'appel chanté sur une simple corde récitative grégorienne et une rhétorique déclamatoire inspirée de l'antique. Le chœur et l'ensemble instrumental prennent ensuite le relais, et amplifient cette dynamique.
- Une autre forme d'incipit, incluant le mot incipit lui-même, apparaît dans l'annonce des Lamentations de Jérémie : Incipit lamentatio Jeremiæ Prophetæ (« Ici commence la lamentation du prophète Jérémie »). Lorsque ce texte est chanté, non seulement ces premiers mots sont mis en musique, mais également les lettres de l'alphabet hébreu destinées à servir de repères dans le texte (aleph, beth, gimel…). Musicalement, ces dernières sont souvent ornées comme des enluminures (voir par exemple l'œuvre de Thomas Tallis composée sur ce texte). L'époque de Tallis a précédé celle de Monteverdi, si bien que ses conceptions sont encore rattachées à celle de l'école franco-flamande des XVe et XVIe siècles.   
  - Voir aussi, à l'université de Salamanque, dans l’Officium Hebdomadæ Sanctæ de Tomás Luis de Victoria (1585), l'épisode : Incipit lamentatio Ieremiæ) [partition transcrite et mise en ligne]
- Plus souvent, l'incipit n'a pas besoin d'être noté par les compositeurs car l'intonation de cette courte formule mélodique, par un chantre soliste, rattache la partition à une liturgie connue à l'avance.

Actuellement, au concert ou au disque, cet incipit peut ne pas être chanté, lorsque l'interprétation choisit de mettre l'accent sur l'aspect purement musical de l'œuvre, en gommant sa signification liturgique (cela peut être aussi, et en même temps, lorsqu'aucun des interprètes n'est capable de maîtriser ce style vocal très éloigné de nos canons actuels).

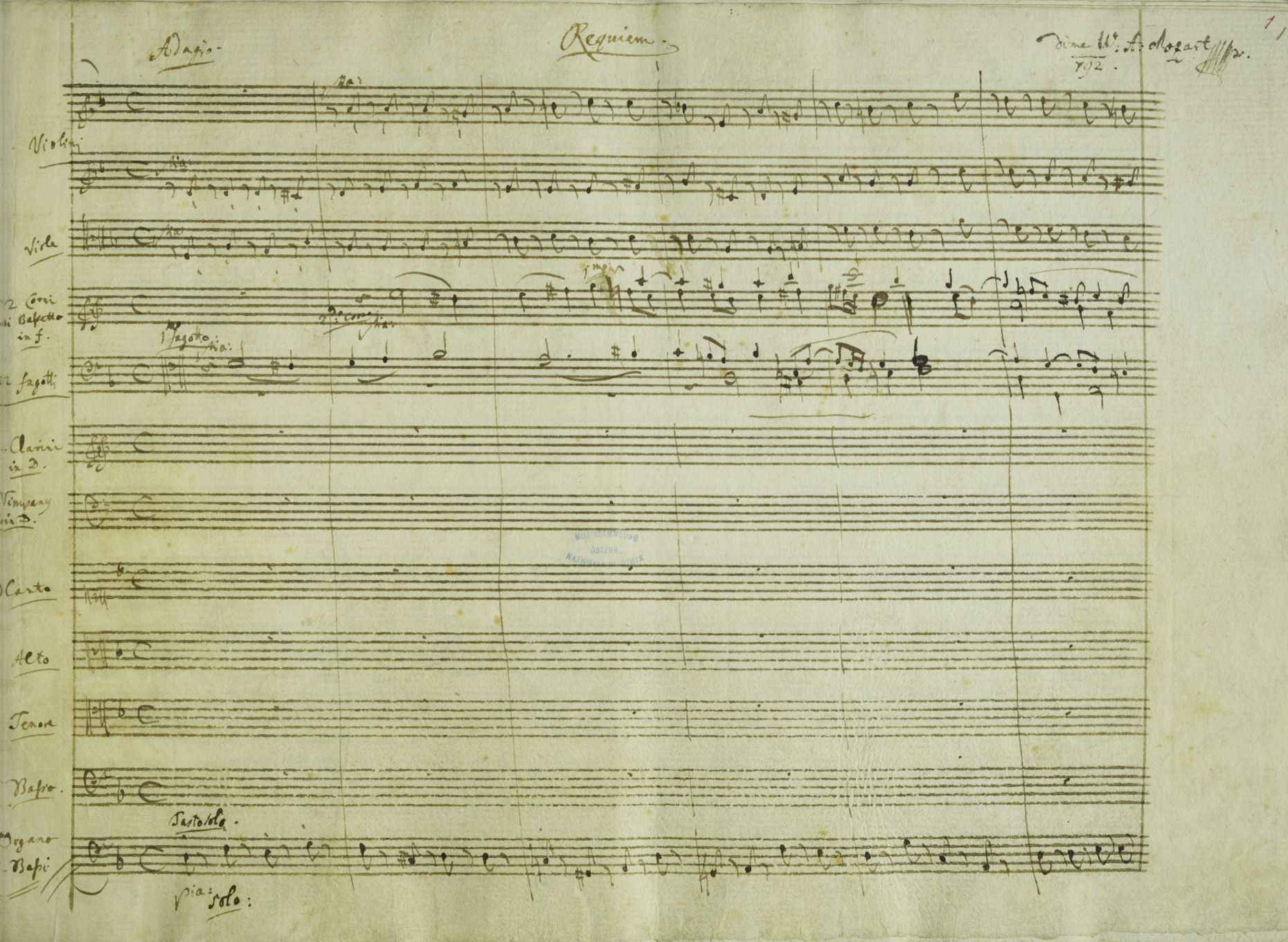
Mozart, première page autographe du Requiem.

- Autre incipit, profane : Lasciatemi morire (« Laissez-moi mourir »), chanté deux fois mais constituant une seule phrase musicale, par lequel débute le célèbre Lamento d'Arianna de Monteverdi (1608, 1614), seul extrait subsistant de son opéra Arianna (brûlé au cours d'une guerre, de son vivant). Ariane chante son désespoir d'avoir été abandonnée par Thésée.
- L'incipit « Requiem æternam » du Requiem de Mozart (1791) est intégré à la polyphonie.

#### Chanson
Dans le cas des chansons, l'incipit n'est pas particulièrement utilisé comme titre ; certaines ont un titre spécifique : La Carmagnole, La Marseillaise, Le Temps des cerises, Les Vieux… pour d'autres, surtout les chansons traditionnelles, l'incipit devient le titre : À la claire fontaine, J'ai du bon tabac, Il pleut, il pleut, bergère…
Dans le catalogage des œuvres, l'incipit sert à identifier avec précision une chanson quand de multiples œuvres portent des titres identiques.

### Musique instrumentale
Certains incipit d'œuvres instrumentales sont particulièrement célèbres :
- Dans L'Art de la fugue de Jean-Sébastien Bach, les quatre premières mesures, sujet du premier contrepoint, servent de matériau de base à toute l'œuvre. Musique purement instrumentale, elle ne présente aucune parole (ou texte), d'aucune sorte.

- Le premier mouvement Allegro con brio de la Symphonie nº 5 en Ut mineur de Beethoven, dite quelquefois Symphonie du Destin, débute par une ouverture laconique, une cellule rythmique de huit notes, dont le motif (sol-sol-sol-mi bémol, auxquelles répondent fa-fa-fa-ré) est ensuite exploité tout au long du mouvement.

- Le début de chaque mouvement de la Symphonie nº 9 du  même Beethoven est formé des notes de l'arpège descendant de ré mineur (ré la fa ré) donnant son unité aux éléments thématiques de l'ensemble de l'œuvre. Descentes rythmées et scandées dans le premier mouvement, entrecoupées de silence dans le deuxième, en fanfare de croches doublées et arpèges brisés dans la ritournelle du quatrième, Beethoven accomplit le tour de force, dans le troisième, sur une seule octave, de mettre en relief les quatre notes dans la tonalité pourtant bien affirmée de si♭ majeur gardant cette tonique en note centrale.

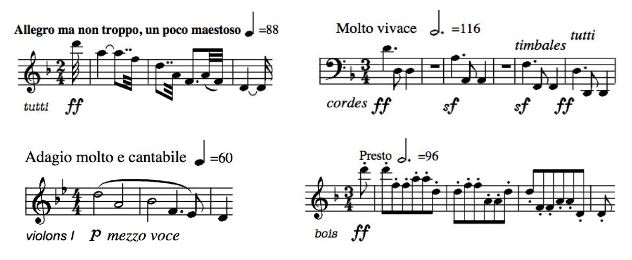
L'arpège descendant de ré mineur (ré la fa ré),
incipit de chaque mouvement de la Symphonie nº 9 de Beethoven.

## Incipit dans les lettres modernes

### Fonctions et buts
Dans une œuvre narrative, l'incipit a quatre fonctions principales : 
- Définir le genre littéraire du texte : conte, récit, roman (d'aventure, fantastique, réaliste), et les choix narratifs de l’auteur (langage, point de vue, vocabulaire, registre de langue).
- Séduire le lecteur, susciter son intérêt et l'envie de poursuivre sa lecture, par l'utilisation de divers procédés techniques.
- Informer, en mettant en place les lieux, les personnages et la temporalité du récit.
- Permettre au lecteur de rentrer dans l’histoire en lui proposant un angle d'approche (fonction dramatique).

### Types d'incipit
L'incipit peut se présenter sous quatre formes différentes.

#### Réaliste
Cette forme d’incipit, qui peut comporter plusieurs pages, est typique des romans dits réalistes, comme ceux de Balzac. L’auteur met le lecteur en état d'attente en retardant l'action par l'accumulation de détails concernant l’histoire, les personnages, le décor, le contexte historique, socio-économique, politique.
Ainsi la première phrase du Père Goriot (« Madame Vauquer, née de Conflans, est une vieille femme qui, depuis quarante ans, tient à Paris une pension bourgeoise établie rue Neuve-Sainte Geneviève, entre le quartier latin et le faubourg Saint-Marceau ») n'est que le début de la longue et minutieuse description de la Maison Vauquer.

#### Progressif
Il consiste à donner progressivement des informations sur le récit, mais ne répond pas à toutes les attentes du lecteur. Cette forme a pour but de donner envie au lecteur d’aller découvrir au cœur même du roman les réponses aux questions, qu’il n’a pas trouvées au début de celui-ci. C'est l'incipit fréquent du roman d'aventure, ou policier.
C'est en particulier le début traditionnel du conte de fée, dont le schéma narratif présente une situation initiale (Il était une fois… un personnage, un lieu, une situation…), l'irruption d'un élément perturbateur, une succession de péripéties, des éléments de résolution aboutissant à la situation finale.

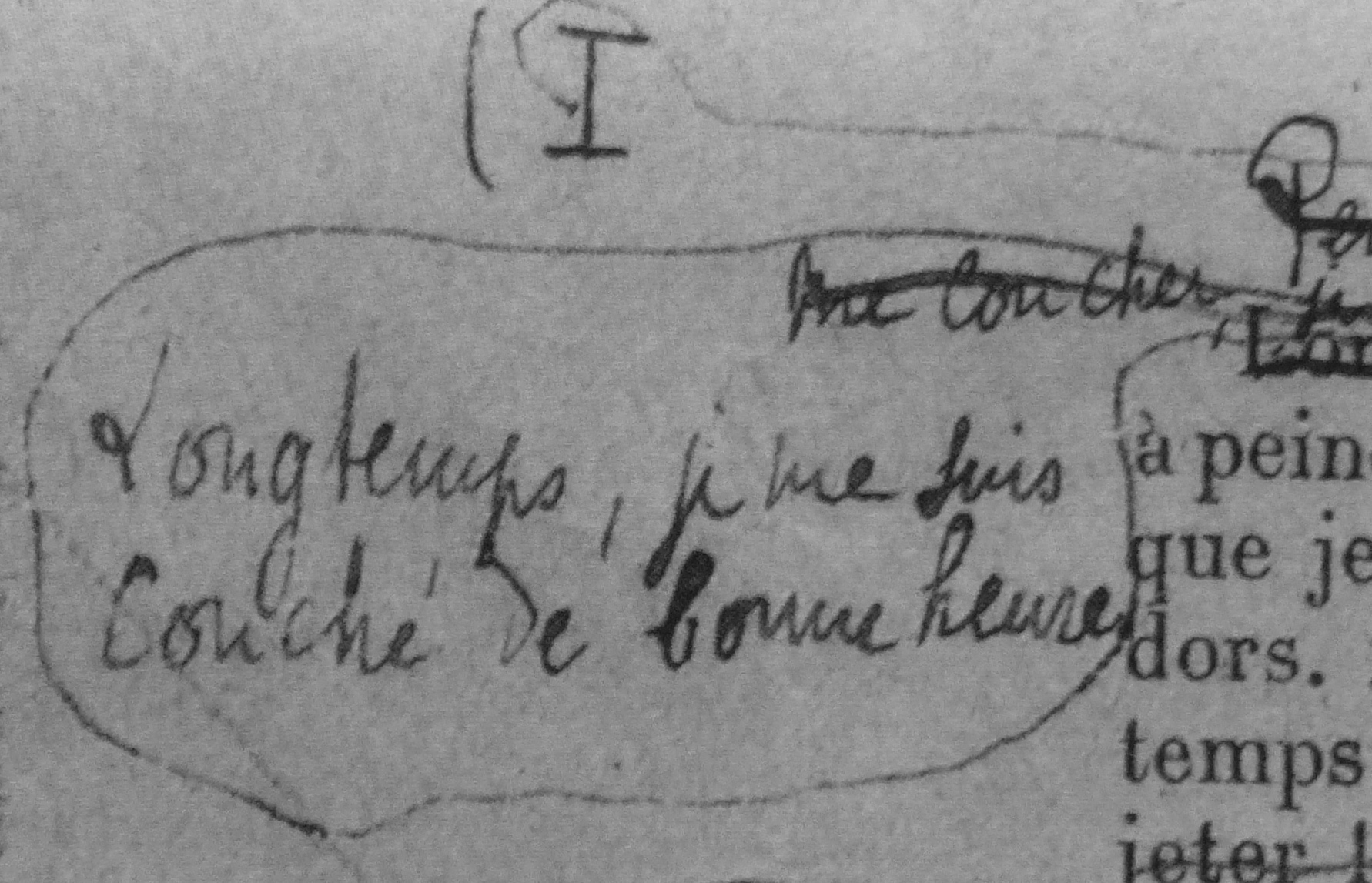
« Longtemps, je me suis couché de bonne heure », incipit autographe de M. Proust, À la recherche du temps perdu, tome 1, 1908-09

#### Dynamique
Cette forme d’incipit propulse le lecteur in medias res, c'est-à-dire, sans qu’il y soit préparé, au cœur d'une histoire dont il ignore la situation initiale et où les péripéties sont déjà engagées. Héritée du genre épique, cette technique à l'effet dramatique immédiat est souvent utilisée dans les romans du XXe siècle : « Ils abandonnèrent le chemin encaissé et l'abri de ses ronces épaisses. » (Des grives aux loups, de Claude Michelet).  « L'aube surprit Angelo béat et muet mais réveillé. » (Le Hussard sur le toit, de Jean Giono). Le récit peut débuter presque d’emblée par l’élément modificateur : « La première fois qu’Aurélien vit Bérénice, il la trouva franchement laide. » (Aurélien d'Aragon).

#### Suspensif
La forme suspensive consiste à donner le minimum d’informations sur le lieu, l’action, les personnages et le temps, l’auteur cherchant à dérouter le lecteur : le dialogue introductif de Jacques le fataliste, de Diderot, en est un exemple célèbre : « Comment s'étaient-ils rencontrés ? Par hasard, comme tout le monde. Comment s'appelaient-ils ? Que vous importe? D'où venaient-ils ? Du lieu le plus prochain. Où allaient-ils ? Est-ce que l'on sait où l'on va? Que disaient-ils ? Le maître ne disait rien ; et Jacques disait que son capitaine disait que tout ce qui nous arrive de bien et de mal ici-bas était écrit là-haut. »

### Procédés techniques et stylistiques

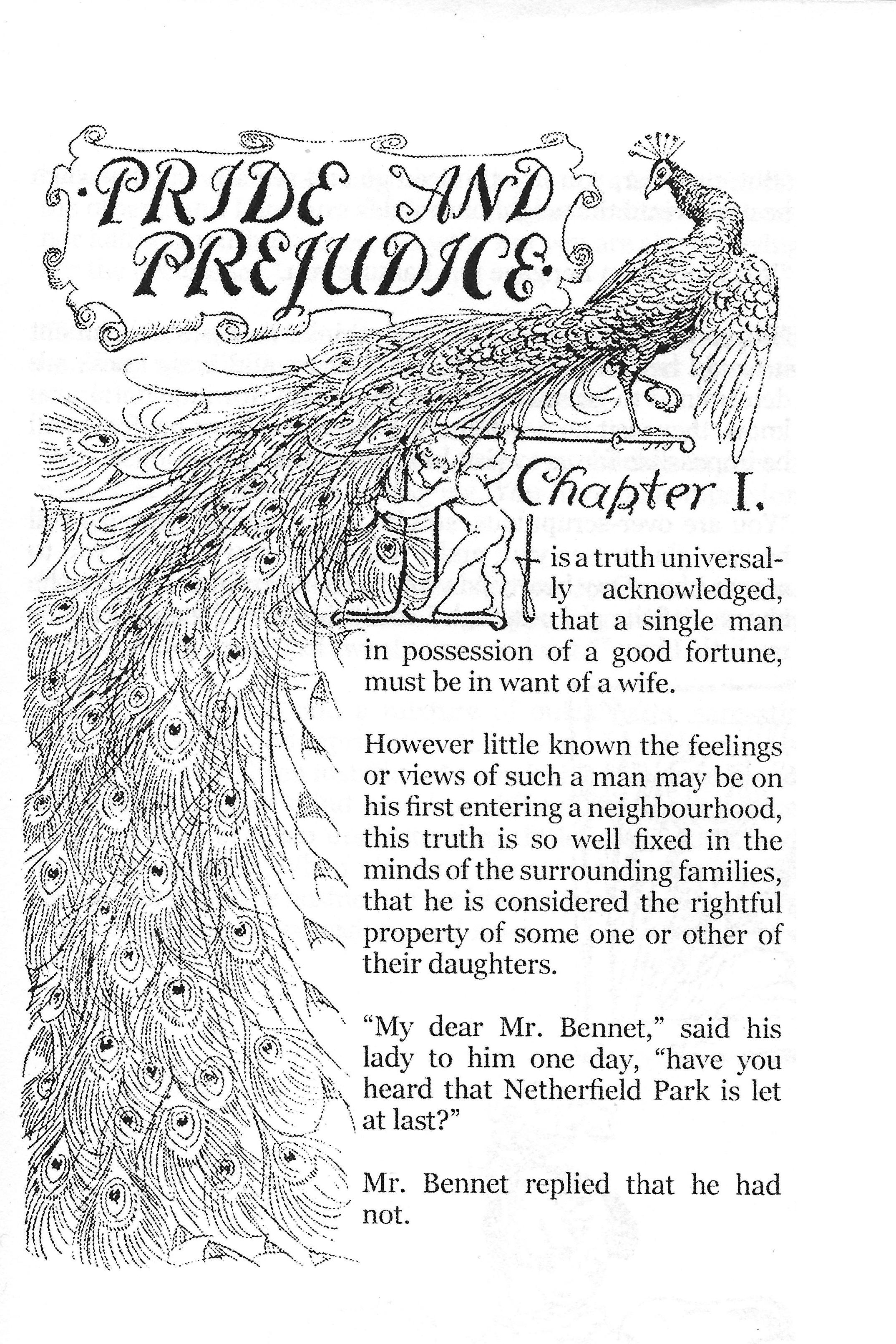
Première page du roman Pride and Prejudice de Jane Austen, illustré par Hugh Thomson (1894).

L’incipit est l’« accroche » qui va inciter le lecteur potentiel à continuer, ou à abandonner, la lecture. L’incipit pose également le pacte de lecture entre l’auteur et le lecteur en utilisant tous les moyens techniques et stylistiques susceptibles de retenir l'attention ou l'intérêt de ce dernier.
Cela concerne en premier lieu la manière de s'exprimer. 
- Le ton général peut utiliser toute la palette du registre littéraire : il peut être, selon le but recherché, oratoire, lyrique, soutenu, sublime, plaintif, sentimental ou au contraire grave, dramatique, pathétique, mystérieux, ironique, voire leste ou grivois…
- Le niveau de langue sera recherché, neutre, familier, argotique.
- L'auteur peut aussi jouer sur la cadence et le rythme des phrases, employer un style poétique, technique, journalistique, utiliser diverses figures de style.

Enfin intervient le choix du mode narratif :
- La focalisation zéro, où le narrateur démiurge s'exprime d'un point de vue omniscient.
- La focalisation interne, menée à travers le regard et les impressions d'un personnage.
- La focalisation externe, totalement neutre et objective

## Titre

### Référence cataphorique
Dans un cadre religieux et selon la tradition hébraïque reprise dans le christianisme, l'incipit donne son titre au texte récité, lu ou chanté. Ainsi, le premier mot de la Torah (Bible hébraïque) se trouve dans le premier livre du Pentateuque, le  livre de la Genèse, intitulé en hébreu Bereshit (בראשית). Ce vocable signifie « Au commencement » ; c'est donc le tout premier mot de la Bible : « Au commencement Dieu créa le ciel et la terre… ».

Cet usage se retrouve dans le répertoire liturgique et dans les œuvres musicales à texte liturgique (voir supra : Musique vocale) où le Kyrie (incipit complet : Kyrie eleison), l’Agnus Dei, le Gloria (Gloria in excelsis Deo) ou le Magnificat (Magnificat anima mea Dominum) représentent le ou les premiers mots d'une prière grecque ou latine.

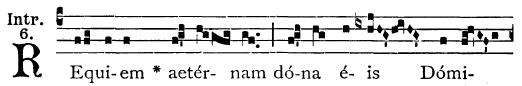
L'incipit Requiem æternam, début de l'Introït de la Missa pro defunctis, Liber Usualis, 1896

Le même procédé s'applique aux bulles pontificales ou aux encycliques.
Voir par exemple les encycliques Laudato si’ (« Sois loué », 18 juin 2015, « sur la sauvegarde de la maison commune », la planète terre) ou encore Fratelli tutti (« Vous tous, frères », 3 octobre 2020, « sur la fraternité et l'amitié sociale »), du pape François. 
Certaines œuvres contemporaines prennent « volontairement » pour titre leur incipit. C'est la référence cataphorique : le titre renvoie au texte. Cela remonte aux débuts du christianisme jusqu'à l'époque des incunables du XVe siècle qui commençaient par cette formule Incipit : « Ici commence... » (où toute une littérature reprenait la tradition juive. Voir supra Bereshit) 
Ainsi, la pièce de théâtre intitulée La Guerre de Troie n'aura pas lieu de J. Giraudoux, commence par la réplique : « La Guerre de Troie n'aura pas lieu... », 1935

### Référence anaphorique
Quand une œuvre (ou une de ses parties) ne porte a priori pas de titre, son incipit devient son titre. C'est la référence anaphorique : le titre renvoie au texte ,.
« Heureux qui comme Ulysse » - poème XXXI dans Les Regrets, J. du Bellay, 1557

« Un jour je vis... » - poème dans Les Contemplations, V. Hugo, 1839

« La terre est bleue comme une orange... » - poème dans L'Amour la poésie, P. Eluard, 1929

## Autres
- Un incipit remarquable peut devenir un adage célèbre comme la locution latine sous forme d'interjection de Cicéron dans le deuxième paragraphe de l’Oratio prima des Catilinaires (63 av. J.-C.)[15] :O tempora, o mores ! (« Quelle époque ! Quelles mœurs ! »)

- Une publication argentine de critique textuelle a aussi pour titre « Incipit »[16], qui est également l'acronyme de l'Institut des Sciences du patrimoine en Espagne[17].

## Galerie

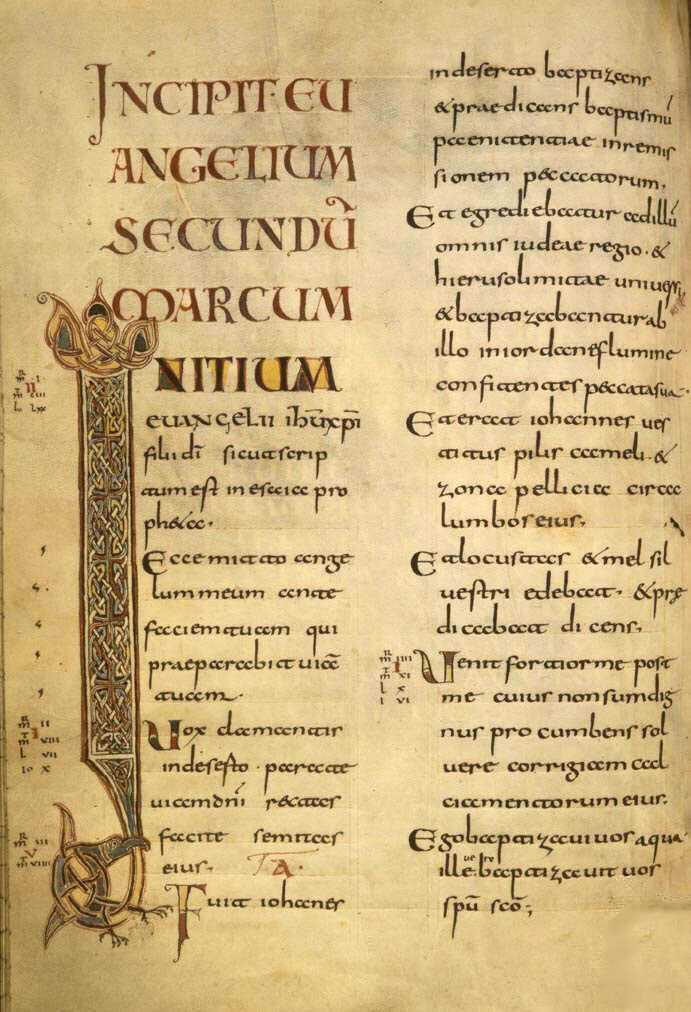
Incipit de l'Évangile selon Marc, Livre de Durrow, traduction latine, Irlande, VIIe siècle
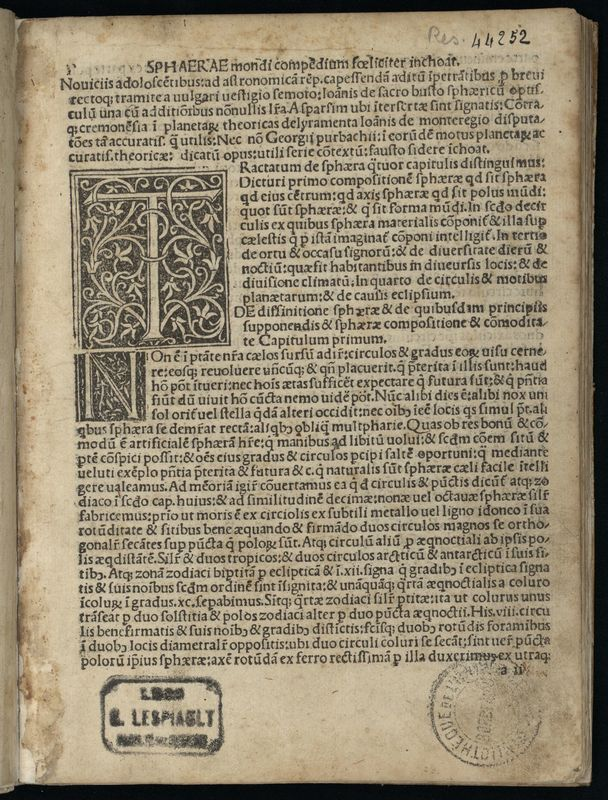
Incipit de Sphæræ mondi compendium feliciter inchoat, Tractatus de sphæra par Johannes de Sacro Bosco (....-1256?), Johannes Regiomontanus (1436-1476), Georg von Peurbach (1423-1461), 1491
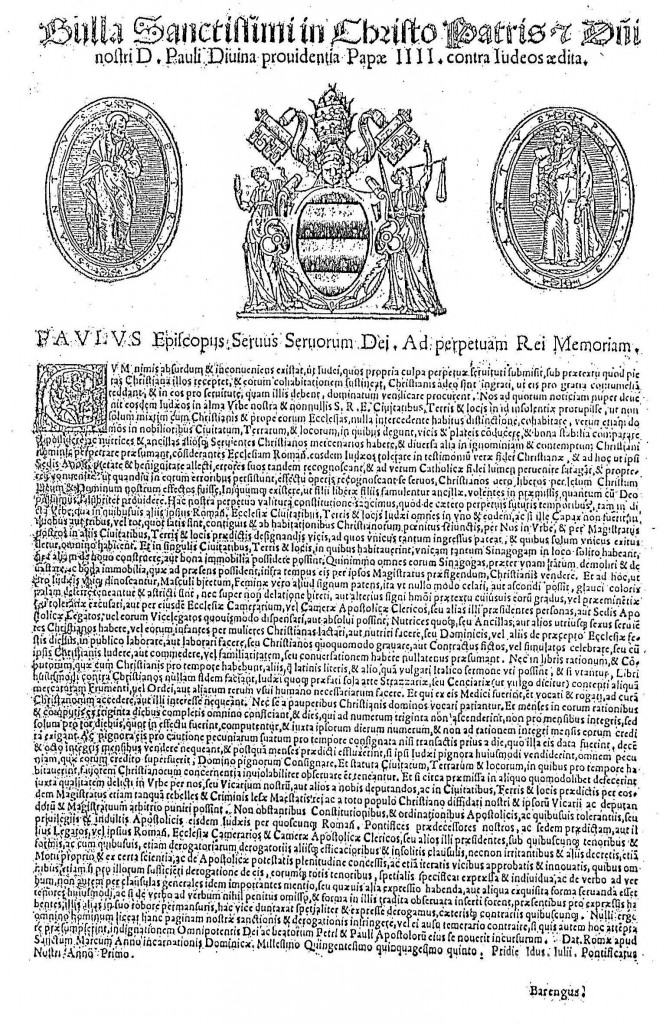
Incipit et titre de la bulle pontificale du pape Paul IV, Cum nimis absurdum, publiée en 1555 : « "Comme il est absurde" et totalement inopportun que les Juifs, qui, en raison de leur propre faute... »
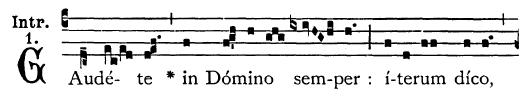
Incipit de l'Introït grégorien Gaudete in Domino semper, pour le troisième dimanche de l'Avent (Phil 4:4)